# تنگه کول فرح
تنگه کول فرح مربوط به دوره عیلامیان است و در شهرستان ایذه، جنب روستای کول فرح واقع شده و این اثر در تاریخ ۲۷ بهمن ۱۳۷۸ با شمارهٔ ثبت ۲۵۹۷ به‌عنوان یکی از آثار ملی ایران به ثبت رسیده است.